# Vittoria Carpi
Vittoria Carpi (Merlara, 1917 – 2002) è stata un'attrice italiana di cinema.

## Biografia
Vittoria Carpi non ha avuto una carriera cinematografica di particolare rilievo e la sua filmografia si limita a ruoli di comparsa in una manciata di titoli girati in un arco di tempo che va dal 1936 al 1941, anno in cui interpretò appunto il film La corona di ferro. È conosciuta per aver conteso all'attrice Clara Calamai la palma di prima attrice italiana a recitare, sia pure in una sequenza di pochi secondi, a seno scoperto. Nel suo caso accadde nel film La corona di ferro, film del 1941 nel quale impersonava la sposa di Artalo, ma di cui non fu ufficialmente accreditata per la brevità della sua partecipazione, limitata a quella di una comparsa o poco più (il film vinse poi la Coppa Mussolini al miglior film italiano alla Mostra di Venezia del 1941). Nel caso della Calamai il film era La cena delle beffe, girato nello stesso anno. Entrambi erano diretti da Alessandro Blasetti. Va detto per inciso che nell'originale gara riguardo al primo seno nudo del cinema italiano si inserì l'anno successivo Doris Duranti che nel film Carmela mostrò orgogliosamente il primo seno nudo ripreso con figura in piedi, e non coricata su un fianco, e quindi in posizione assolutamente naturale.

## Filmografia
- Aldebaran (1935)
- Lo smemorato (1936)
- Pensaci Giacomino (1936)
- Il feroce Saladino (1937)
- Il suo destino (1938)
- Giuseppe Verdi (1938)
- Re di danari (1939)
- Marionette, regia di Carmine Gallone - non accreditata (1939)
- Dora Nelson (1939)
- Chi è più felice di me! (1940)
- Marco Visconti (1941)
- La corona di ferro (1941, non accreditata)